# H-IIA
H-IIA (H2A) – japońska rakieta nośna z rodziny H-II, operowana przez Mitsubishi Heavy Industries i Japońska Agencja Eksploracji Aerokosmicznej, wykorzystywana głównie do startów satelitów na orbitę geostacjonarną, jak również użyto jej do wysłania sondy księżycowej i orbitera Wenus. 97-procentowy wskaźnik udanych startów klasyfikuje H-IIA jako jedną z najbardziej niezawodnych rakiet na świecie, tuż obok rakiet Atlas V i Ariane 5.

## Warianty
Zdolność wynoszenia H-IIA można było zwiększać przez dodanie dopalaczy na paliwo stałe SRB-A i Castor 4AXL do bazowej konfiguracji rakiety. Istniały również plany opracowania dla rakiety dopalaczy na paliwo ciekłe, jednak je porzucono na rzecz nowej rakiety H-IIB, która zadebiutowała w 2009 roku.
| Sygnatura           | Masa (w tonach) | Ładunek (w tonach na GTO) | Dodatkowe moduły                    |
| ------------------- | --------------- | ------------------------- | ----------------------------------- |
| H2A 202             | 285             | 4,1                       | 2 SRB-A (SRB)                       |
| H2A 2022 (wycofana) | 316             | 4,5                       | 2 SRB-A (SRB) + 2 Castor 4AXL (SSB) |
| H2A 2024 (wycofana) | 347             | 5                         | 2 SRB-A (SRB) + 4 Castor 4AXL (SSB) |
| H2A 204             | 445             | 6                         | 4 SRB-A (SRB)                       |
| H2A 212 (anulowana) | 403             | 7,5                       | 2 SRB-A (SRB) + 1 LRB               |
| H2A 222 (anulowana) | 520             | 9,5                       | 2 SRB-A (SRB) + 2 LRB               |

## Starty
Wszystkie starty H-IIA odbywają się na kompleksie Yoshinobu w Centrum Lotów Kosmicznych Tanegashima.
| Data (GMT)                   | Lot | Typ      | Ładunek | Skutek        |
| ---------------------------- | --- | -------- | --- | ------------- |
| 29 sierpnia 2001 07:00:00    | TF1 | H2A 202  | VEP 2 LRE | Sukces        |
| 4 lutego 2002 02:45:00       | TF2 | H2A 2024 | VEP 3 Tsubasa (MDS-1) DASH                                                                                                  | Sukces        |
| 10 września 2002 08:20:00    | F3  | H2A 2024 | USERS Kodama (DRTS) | Sukces        |
| 14 grudnia 2002 01:31:00     | F4  | H2A 202  | Midori 2 (ADEOS 2) WEOS (Kanta-kun) FedSat 1 Micro LabSat 1                                                                 | Sukces        |
| 28 marca 2003 01:27:00       | F5  | H2A 2024 | IGS-Optical 1 IGS-Radar 1                                                                                                   | Sukces        |
| 29 listopada 2003 04:33:00   | F6  | H2A 2024 | IGS-Optical 2 IGS-Radar 2                                                                                                   | Niepowodzenie |
| 26 lutego 2005 09:25:00      | F7  | H2A 2022 | MTSAT-1R (Himawari 6) | Sukces        |
| 24 stycznia 2006 01:33:00    | F8  | H2A 2022 | ALOS (Daichi) | Sukces        |
| 18 lutego 2006 06:27:00      | F9  | H2A 2024 | MTSAT-2 (Himawari 7) | Sukces        |
| 11 września 2006 04:35:00    | F10 | H2A 202  | IGS-Optical 2 | Sukces        |
| 18 grudnia 2006 06:32:00     | F11 | H2A 204  | Kiku 8 (ETS-VIII) | Sukces        |
| 24 lutego 2007 04:41:00      | F12 | H2A 2024 | IGS-Radar 2 IGS-Optical 3V                                                                                                  | Sukces        |
| 14 września 2007 01:31:01    | F13 | H2A 2022 | SELENE (Kaguya, Okina, Ouna)                                                                                                | Sukces        |
| 23 lutego 2008 08:55:00      | F14 | H2A 2024 | WINDS (Kizuna) | Sukces        |
| 23 stycznia 2009 03:54:00    | F15 | H2A 202  | Ibuki (GOSAT) SDS-1 STARS (Kūkai) KKS-1 (Kiseki) PRISM (Hitomi) Sohla-1 (Maido 1) SORUNSAT-1 (Kagayaki) SPRITE-SAT (Raijin) | Sukces        |
| 28 listopada 2009 01:21:00   | F16 | H2A 202  | IGS-Optical 3 | Sukces        |
| 20 maja 2010 21:58:22        | F17 | H2A 202  | Akatsuki (PLANET-C) IKAROS UNITEC-1 (Shin'en) Waseda-SAT2 K-Sat (Hayato) Negai☆                                             | Sukces        |
| 11 września 2010 11:17:00    | F18 | H2A 202  | Michibiki (QZS-1) | Sukces        |
| 23 września 2011 04:36:50    | F19 | H2A 202  | IGS-Optical 4 | Sukces        |
| 12 grudnia 2011 01:21:00     | F20 | H2A 202  | IGS-Radar 3 | Sukces        |
| 17 maja 2012 16:39:00        | F21 | H2A 202  | Shizuku (GCOM-W1) KOMPSAT-3 (Arirang 3) SDS-4 HORYU-2                                                                       | Sukces        |
| 27 stycznia 2013 04:40:00    | F22 | H2A 202  | IGS-8A IGS-8B | Sukces        |
| 27 lutego 2014 18:37:00      | F23 | H2A 202  | GPM-Core SindaiSat (Ginrei) STARS-II TeikyoSat-3 ITF-1 OPUSAT INVADER KSAT2                                                 | Sukces        |
| 24 maja 2014 03:05:14        | F24 | H2A 202  | ALOS-2 (Daichi 2) RISING-2 UNIFORM-1 SOCRATES SPROUT                                                                        | Sukces        |
| 7 października 2014 05:16:00 | F25 | H2A 202  | Himawari 8 | Sukces        |
| 3 grudnia 2014 04:22:04      | F26 | H2A 202  | Hayabusa 2 Shin'en 2 ARTSAT2-DESPATCH PROCYON                                                                               | Sukces        |
| 1 lutego 2015 01:21:00       | F27 | H2A 202  | IGS - radar zapasowy | Sukces        |
| 26 marca 2015 01:21:00       | F28 | H2A 202  | IGS-Optical 5 | Sukces        |
| 24 listopada 2015 06:50:00   | F29 | H2A 204  | Telstar 12 Vantage | Sukces        |
| 17 lutego 2016 08:45:00      | F30 | H2A 202  | Astro-H (Hitomi) ChubuSat-2 ChubuSat-3 Horyu-4                                                                              | Sukces        |
| 2 listopada 2016 06:20:00    | F31 | H2A 202  | Himawari 9 | Sukces        |
| 24 stycznia 2017 07:44:00    | F32 | H2A 204  | DSN-2 | Sukces        |
| 17 marca 2017 01:20:00       | F33 | H2A 202  | IGS Radar 5 | Sukces        |
| 1 czerwca 2017 00:17:36      | F34 | H2A 202  | Michibiki-2 | Sukces        |
| 19 sierpnia 2017 05:29:00    | F35 | H2A 204  | Michibiki-3 | Sukces        |
| 9 października 2017 22:01:37 | F36 | H2A 202  | Michibiki-4 | Sukces        |
| 23 grudnia 2017 01:26:22     | F37 | H2A 202  | GCOM-C1 SLATS | Sukces        |

Opracowano na podstawie: Jonathan's Space Home Page i materiałów prasowych.